# Grška mitologija
Grška mitologija je skupek mitov in naukov, ki pripadajo antičnim Grkom, v zvezi z njihovimi bogovi in junaki, naravo Sveta in izvorom ter pomenom njihovega kultnega in ritualnega ravnanja. Bila je del vere v antični Grčiji. Sodobni znanstveniki se sklicujejo in preučujejo mite, da bi osvetlili verske in politične institucije antične Grčije in njeno civilizacijo ter spoznali naravo samega ustvarjanja mitov. 
Grška mitologija je eksplicitno utelešena v veliki zbirki pripovedi in implicitno v grških reprezentativnih umetnostih, na primer vaznem slikarstvu in votivnih darilih. Grški mit poskuša razložiti poreklo Sveta in podrobno opisuje življenja in doživetja raznih bogov, boginj, junakov, junakinj in mitoloških bitij. Ti opisi so se sprva širili z ustno-pesniškem izročilom, danes pa so grški miti znani predvsem iz grške literature. Najstarejša znana grška literarna vira, Homerjevi epski pesnitvi Iliada in Odiseja sta osredotočeni na Trojansko vojno in njene posledice. Dve pesnitvi Homerjevega bližnjega sodobnika Hezioda, Teogonija (grško ϑεός, γένος) - nastanek bogov) in Dela in dnevi, vsebujejo opise o genezi sveta, nasledstvu božanskih vladarjev, nasledstvu človeških let, izvoru človeških težav in izvoru žrtvenih praks. Miti so ohranjeni tudi v Homerskih himnah, v fragmentih epskih pesmi Epskega cikla, v lirskih pesmih, v delih tragedij in komedij 5. stoletja pred našim štetjem, v spisih znanstvenikov in pesnikov helenističnega obdobja ter v besedilih avtorjev iz časa Rimskega cesarstva, kot sta Plutarh in Pavzanij.
Arheološke najdbe so glavni vir podrobnosti o grški mitologiji, bogovi in junaki pa so bili vidni v dekoraciji številnih artefaktov. Geometrijski modeli na lončenini iz 8. stoletja pred našim štetjem prikazujejo prizore iz trojanskega cikla in dogodivščine Herakleja. V naslednjih arhaičnem, klasičnem in helenističnem obdobju se pojavijo homerski in številni drugi mitološki prizori, ki dopolnjujejo obstoječe literarne dokaze.
Grška mitologija je močno vplivala na kulturo, umetnost in literaturo zahodne civilizacije in ostaja del zahodne dediščine in jezika. Pesniki in umetniki iz antičnih časov do danes so izvirali iz grške mitologije in odkrili sodobni pomen in pomen v temah.
Proučevalci grške mitologije so se imenovali mitografi.

### Literarni viri
Mitska pripoved igra pomembno vlogo v skoraj vseh žanrih grške literature. Kljub temu je edini splošni mitološki priročnik, ki je preživel iz grške antike, Bibliotheca Pseudo-Apolodora. To delo poskuša uskladiti kontradiktorne zgodbe pesnikov in podaja velik povzetek tradicionalne grške mitologije in junaških legend. Apolodor Atenski je živel od c. 180-125 pr. n. št. in pisal o številnih temah, vendar pa Bibliotheca razpravlja o dogodkih, ki so se zgodili dolgo po njegovi smrti, zato ime Pseudo-Apolodor.
Med prvimi literarnimi viri sta Homerjevi epski pesnitvi Iliada in Odiseja. Drugi pesniki so zaključili »epski cikel«, toda te pesmi so poznejše in manjše so zdaj skoraj izgubljene. Kljub svojem tradicionalnem imenu Homerske himne nimajo neposredne povezave s Homerjem. So zborovske hvalnice iz zgodnejših del tako imenovane Lirične dobe. Heziod, možni Homerjev sodobnik, v svoji Teogoniji (Izvor bogov) ponuja največji opis najzgodnejših grških mitov, ki se ukvarjajo z ustvarjanjem Sveta; izvor bogov, Titanov in Giantov; kot tudi izdelavo rodoslovja, folklore in etiološke mite. Heziodova Dela in dnevi so didaktična pesnitev o kmečkem življenju, vključuje tudi mite Prometeja, Pandore in Pet obdobij. Pesnik daje nasvete o najboljšem načinu, kako uspeti v nevarnem svetu, ki je postal še bolj nevaren zaradi njihovih bogov.
Lirski pesniki so svoje predmete pogosto vzeli iz mitov, vendar je njihova obravnava postopoma postala manj pripovedna in bolj aluzivna. Grški lirični pesniki, vključno Pindar, Bakhilid in Simonid ter bukolični pesniki, kot sta Teokrit in Bion, povezujejo posamezne mitološke incidente. Poleg tega je bil mit osrednjega pomena za klasično atensko dramo. Tragedi Ajshil, Sofoklej in Evripid so večino posnetkov vzeli iz mitov o obdobju junakov in Trojanske vojne. Mnoge velike tragedije (npr. Agamemnon in njegovi otroci, Ojdip, Jazon, Medeja, itd.) so v teh tragedijah prevzeli svojo klasično obliko. Komični dramatik Aristofan je tudi uporabil mite v Pticah in Žabah.
Zgodovinarja Herodot in Diodor Sicilski ter geografa Pavzanij in Strabon, ki so potovali po grškem svetu in se seznanili z zgodbami, ki so jih slišali, so zapisali številne lokalne mite in legende, ki pogosto dajejo manj znane alternativne različice. Zlasti Herodot je preiskoval različne tradicije, ki so mu bile predstavljene in odkril zgodovinske ali mitološke korenine v spopadu med Grčijo in Vzhodom. Herodot je poskušal uskladiti poreklo in mešanje različnih kulturnih konceptov.
Poezija helenistične in rimske dobe je bila v glavnem sestavljena kot literarna in ne kultna vaja. Vseeno pa vsebuje veliko pomembnih podrobnosti, ki bi jih sicer izgubili. Ta kategorija vključuje dela:
1. Rimski pesniki Ovid, Stacij, Valerij Flak, Seneka in Vergilij s komentarjem Servija.
2. Grški pesniki iz pozne antike: Non, Antonij Liberal in Kvint iz Smirne.
3. Grški pesniki helenističnega obdobja: Apolonij z Rodosa, Kalimah, Pseudo-Eratosten in Partenij

Prozni pisatelji iz istih obdobij, ki se sklicujejo na mite, so Apulej, Petronij, Lolijan in Heliodor. Drugi pomembni viri so Fabulae in Astronomica rimskega pisatelja z imenom Pseudo-Higin, Imagines Filostrata starejši in Filostrata mlajšega in Ekphrasis (opisi) Kalistrata.
Nazadnje, številni bizantinski grški pisatelji dajejo pomembne podrobnosti o mitih, ki izvirajo iz prej izgubljenih grških del. Ti ohranjevalci mitov so Arnobij, Hezihij, avtor Sude, John Tzetzes in Evstahij Solunski. Pogosto obravnavajo mitologijo iz pogleda krščanskega moraliziranja.

### Arheološki viri
Odkritje mikenske civilizacije s strani nemškega amaterskega arheologa Heinricha Schliemanna v 19. stoletju in odkritje minojske civilizacije na Kreti britanskega arheologa sira Arthurja Evansa v 20. stoletju je pomagalo razložiti številna obstoječa vprašanja o Homerjevih epiki in dokazalo mnoge mitološke podrobnosti o bogovih in junakih. Na žalost so dokazi o mitih in obredih pri Mikencih in Minojcih povsem monumentalni, saj je bila Linearna pisava B (antična oblika grščine, najdena tako na Kreti kot v celinski Grčiji) uporabljena predvsem za zapisovanje zalog, čeprav so bila nekatera imena bogov in junakov ugotovljene.
Geometrične oblike na keramiki 8. stoletja pred našim štetjem prikazujejo prizore iz trojanskega cikla, pa tudi Heraklejeve dogodivščine. Te vizualne predstavitve mitov so pomembne iz dveh razlogov. Prvič, mnogi grški miti so potrjeni v vazah prej kot v literarnih virih: dvanajstih Heraklejevih del, na primer, samo Kerberjeva pustolovščina se pojavi v sodobnem literarnem besedilu. Drugič, vizualni viri včasih predstavljajo mit ali mitske prizore, ki niso potrjeni v kakršnemkoli obstoječem literarnem viru. V nekaterih primerih je prva znana predstavitev mita v geometrični umetnosti, prvič predstavljena v pozni arhaični poeziji. V arhaiku (okoli 750. leta do 500 pr. n. št.), klasičnem obdobju (480 — 323 pr. n. št.) in helenističnem obdobji (323 — 146 pr. n. št.) se pojavijo homerski in različni drugi mitološki prizori, ki dopolnjujejo obstoječe literarne zapise.

## Grki in verovanje
Grki so bili politeisti, kar pomeni da so verjeli v več bogov. Bogovi so imeli dobre in slabe človeške lastnosti. Bili so le večji, mogočnejši in nesmrtni (nesmrtnost sta jim dajala nektar in ambrozija). Živeli so na gori Olimp (sever Grčije, južno od Soluna), ljudje pa so jih častili v templjih in izvedeli njihovo voljo v preročiščih. Najbolj znano je preročišče v Delfih, prerokovale so Pitije (dajale so dvomljive ali dvoumne odgovore) in pa Zevsov tempelj v Olimpiji na Peloponezu, kjer so vsaka štiri leta so potekale olimpijske igre. V templju je stal tudi 15 m visok Fidijev kip Zevsa, ki je bil eno največjih čudes starega sveta.
V Starem Rimu je bilo ponekod razširjeno izročilo, da so grški bogovi bili v resnici ljudje, ki so bili zaradi svojega življenja na slabem glasu, vendar so jih drugi ljudje začeli častiti po božje zaradi izrednih dejanj. To naj bi pojasnilo tudi vse človeške lastnosti, vključno s slabimi, ki se pridevajo grškim bogovom, oziroma, kot se je izrazil rimski filozof Apolonij Apologet v svojem zagovoru (leta 185): »Bogove imenujejo takšne, ki so bili prej ljudje, kot dokazujejo njih bajke. Pripovedujejo, da je bil Dioniz raztrgan, Heraklej živ na grmado postavljen, Zevs na Kreti pokopan. Temu ustrezno razpravljajo bajke o njihovih potomcih, ki jih pravtako poznamo iz bajk. Najbolj jih odklanjam zaradi njih maloprodnosti.«

## Pregled mitske zgodovine

### Otroci Gaje - prva generacija bogov
V grški mitologiji je ohranjenih več zgodb, ki nam pripovedujejo o nastanku sveta (kozmogonija - grško (κόσμος, γένος) - nastanek sveta in nauk o tem nastanku) in bogov (teogonija). Najobširneje so te stvari povedane v Heziodovi Teogoniji, prvem sistematičnem povzetku grškega verovanja v bogove.
V začetku so si Grki bogove nazorno predstavljali kot elemente v stvarstvu. Kakor pripoveduje pesnik, je bil Kaos (Χάος), zevajoča praznina, napolnjena z meglo. Iz Kaosa so nastali Gaja (Γαῖα, Zemlja), Tartar (Τάρταρος, temno brezno pod Zemljo) in Eros (Ἔρως, Ljubezen), kot ustvarjajoča in oblikujoča moč. Gaja je najprej sama od sebe, brez moškega elementa, rodila Urana (Οὐρανός, Nebo) in Ponta (Πόντος, Morje). Po združitvi z Uranom je rodila Titane (Τιτᾶνες), šest sinov in šest hčera (tudi nekateri od otrok Titanov so veljali za Titane; med njimi izstopata zlasti Prometej – Προμηϑεύς – in Atlant - Ἄτλας). Štirje Titani so se poročili s svojimi sestrami Titankami. Med njimi sta najpomembnejša Kronos (Κρόνος) in Rea (Ῥέα), starša več olimpskim bogovom. Ostalim parom so se rodili Sonce, Luna, Zora, reke, morja… Za Titani je Gaja rodila Uranu tri Kiklope (Κύκλωψ), velikane z enim očesom sredi čela. Uran jih je vrgel v Tartar, iz katerega jih je začasno rešil Kronos, za zmerom pa Zevs, ker so mu pomagali v boju proti Kronosu; Zevsu kujejo strele. Kasneje zopet srečamo Kiklope kot Hefajstove pomočnike v njegovi kovačnici. Homer opisuje Kiklope kot ljudožerce (Polifem - Πολύϕημος).

### Titan Kronos skopi očeta Urana
Uran je bil na začetku najvišji bog. Ker so mu lastni otroci, predvsem Kiklopi, hoteli zrasti čez glavo, jih je vrgel v Tartar. Ker je podobna usoda kot Kiklopom grozila tudi Titanom, so se mu s pomočjo matere Gaje uprli. Gaja je iz svojih globin vzela železo, dala iz njega skovati srp, s katerim je Kronos skopil svojega očeta. Iz krvi ranjenega Urana, ki je kapljala na Zemljo, so se rodile Erinije (Ἐρινύς), boginje maščevanja, ki kaznujejo vsako kršitev naravnega reda na Zemlji in v podzemlju. Iz morske pene, ki se je nabrala okrog Uranovega spolovila, ko ga je Kronos vrgel v morje, pa se je ob obali otoka Cipra rodila boginja ljubezni Afrodita (Ἀϕροδίτη). Ko je Kronos tako rešil brate in dobil oblast v svoje roke, se je poročil z Reo, ki mu je rodila glavne olimpske bogove: Hada (Ἅιδης), Pozejdona (Ποσειδῶν) in Zevsa (Ζεύς), Demetro (Δημήτηρ) in Hero (Ἥρα).

### Druga generacija bogov
Kronosu pa je oče Uran malo pred svojo smrtjo prerokoval, da ga bo doletela enaka usoda kakor njega – lastni otroci mu bodo stregli po življenju. Iz strahu pred tako usodo je Kronos vsakega otroka takoj po rojstvu požrl. Ko je bila Rea pred porodom tretjega otroka, se je na prigovarjanje matere Gaje umaknila na Kreto, kjer je rodila Zevsa. Kronosu pa je namesto otroka zavila v plenice kamen, ki ga je požrl kot svoje prejšnje otroke. Medtem je božanski otrok odraščal v votlini na Kreti, kjer so nimfe skrbele zanj, čebele so mu prinašale medu, koza Amalteja ga je dojila. Ko je Zevs dorasel, je šel nad svojega očeta in ga prisilil, da je izbljuval njegove brate in sestre.

### Titanomahija
Zevs je s svojima bratoma Hadom in Pozejdonom začel z Olimpa boj proti Kronosu in Titanom. Nasprotniki so se utaborili na gori Otris, Tesalija pa je bila bojišče. Skale in cele gore so metali drug v drugega. Deset let je že trajal boj med njimi. Tedaj je Gaja priskočila Zevsu na pomoč in mu svetovala, naj reši Kiklope, ki jih je Kronos vrgel v Tartar. Onemogle jih je Zevs najprej okrepčal z nektarjem in ambrozijo, nato pa so se mu pridružili v boju proti Kronosu in Titanom. S strelami, ki so jih Zevsu skovali Kiklopi, so zmagali olimpski bogovi.

### Tretja generacija bogov
Po zmagi nad Titani je postal Zevs nesporni gospodar sveta, bogov in ljudi. Na vrhu Olimpa je Hefajst zgradil zanj in za druge bogove krasne palače. Tu živijo večno mladi in se veselijo ob nektarju in ambroziji, ki jim dajeta nesmrtnost. Zevs je razdelil oblast nad svetom tako, da je svojemu bratu Hadu dal podzemlje, drugemu bratu Pozejdonu morje, sam pa je obdržal prestol in oblast nad nebom. Zemlja je bila pod skupno oblastjo vseh bogov, vendar pod posebnim varstvom boginje Demetre. Po Homerju se navaja stalno število dvanajstih olimpskih bogov: Zevs (Ζεύς), Hera (Ἥρα), Apolon (Ἀπόλλων), Artemida (Ἄρτεμις), Ares (Ἄρης), Atena (Ἀϑηνᾶ), Afrodita (Ἀϕροδίτη), Hefajst (Ἥϕαιστος), Hermes (Ἡρμῆς), Pozejdon (Ποσειδῶν), Demetra (Δημήτηρ) in Hestija (Ἑστία),ki je kasneje svoje mesto predala Dionizu,da nebi prišlo do spora med bogovi in tako pokvarila ravnovesje med moškimi in ženskimi bogovi.

## Bogovi, junaki, kralji, mitološke pošasti
Afrodita - Amfitrita - Apolon - Ares - Ariadna - Artemida - Asklepij - Ate - Atena - Demetra - Dioniz - Eol - Eos - Erinije - Erida - Eros - Gaja - Had - Heba - Hefajst - Helij - Hera - Hermes - Hore - Inah - Irene- Ker- Kronos - Leto - Mojre - Nemeza - Nike - Okean - Pan - Perzefona - Pozejdon - Priap - Rea - Selena - Stiks - Tanatos - Temida - Tihe - Uran - Zevs
Junaki
Ahil - Belerofont - Heraklej - Odisej - Tezej - Perzej - Jazon
Kralji
Amfitrion - Atrej - Avgij - Sizif - Tantal - Minos
Mitološke pošasti
Argos - giganti - gorgone - harpije - lernejska Hidra - Himera - Karibda - Cerber (Kerber) - kentavri - kiklopi - Ladon - Lamija - Meduza - Minotaver - Scila - Sfinga - Tifon
Druge osebe
Amfion - Andromeda - Antej - Atropa - Kloto - Lahezis - Muza - Nimfa